# كوزو ماينموري
كوزو ماينموري (باليابانية: 峯森 耕道) (مواليد 12 يونيو 1978)، هو لاعب كرة قدم سابق كان يلعب كمهاجم.